# Кідрясово
Кідря́сово (рос. Кидрясово, башк. Ҡыҙрас) — село у складі Мідногорського міського округу Оренбурзької області, Росія.

## Населення
Населення — 210 осіб (2010; 261 у 2002).
Національний склад (станом на 2002 рік):
- башкири — 84 %